# تئوفیل بکمان
تئوفیل بکمان (انگلیسی: Théophile Beeckman; ۱ نوامبر ۱۸۹۶ – ۲۲ نوامبر ۱۹۵۵) دوچرخه‌سوار اهل بلژیک بود.